# M56 Scorpion
El M56 Scorpion fue un cañón antitanque autopropulsado de 90 mm aerotransportable, producido por los Estados Unidos y empleado por sus fuerzas aerotransportadas en la guerra de Vietnam. Fue desarrollado para proporcionar un arma antitanque de alto desempeño y movilidad a las unidades aerotransportadas.

## Historia
Durante la Segunda Guerra Mundial las unidades aerotransportadas estadounidenses usaron el cañón M1 57 mm remolcado por un jeep como armamento antitanque, con el cañón y su vehículo siendo transportados a bordo de un planeador Waco CG-4A. El M1 57 mm estaba superado como cañón antitanque al final de la guerra y el Ejército decidió desarrollar un sistema de más altas prestaciones que pudiera ser lanzado por paracaídas y que estuviese armado con un cañón similar al de los tanques contemporáneos.

## Descripción
El M56 Scorpion fue fabricado desde 1953 hasta 1959 por la división Cadillac de la General Motors para las fuerzas aerotransportadas estadounidenses. Tenía una tripulación de cuatro hombres (comandante, artillero, cargador y conductor), pesaba 6,4 toneladas vacío y 7,7 toneladas con carga de combate completa. Estaba equipado con faros infrarrojos para conducción nocturna, pero carecía de sistema NBQ y no era anfibio. 
Un cañón de 90 mm fue combinado con un vehículo de alta movilidad y relativa ligereza. Para reducir el peso se prescindió de blindaje, salvo un escudo de 5 mm acoplado a la pieza. Una de las características notables del vehículo eran sus ruedas de rodadura con neumáticos Run Flat y las orugas de caucho reforzadas con acero, que también reducían su peso. Era propulsado por un motor de gasolina Continental A01-403-5, con una potencia de 200 CV (150 kW) a 3.000 revoluciones/minuto, que le ofrecía una velocidad máxima de 45 km/h (sobre carretera) y una autonomía de 230 km. El M56 Scorpion podía transportar 29 proyectiles en contenedores individuales en su parte posterior. La considerable potencia del cañón combinada con la ligereza del vehículo, hacía que este retrocediese un metro cada vez que disparaba.

## Servicio
El M56 fue entregado a la 82.ª División Aerotransportada, a la 101.ª División Aerotransportada y a la 173.ª Brigada Aerotransportada del Ejército estadounidense. El M56 fue utilizado en Vietnam, al menos por la 173ª, pero más como artillería de apoyo que como cañón antitanque. Fue reemplazado en las unidades aerotransportadas por el M551 Sheridan, que proporcionaba más protección a la tripulación. El M56 fue también suministrado a la Infantería de Marina española, a Marruecos y a Corea del Sur. Marruecos empleó el M56 en su guerra contra el Frente Polisario. La Infantería de Marina española recibió 5 unidades en 1965.

## Usuarios

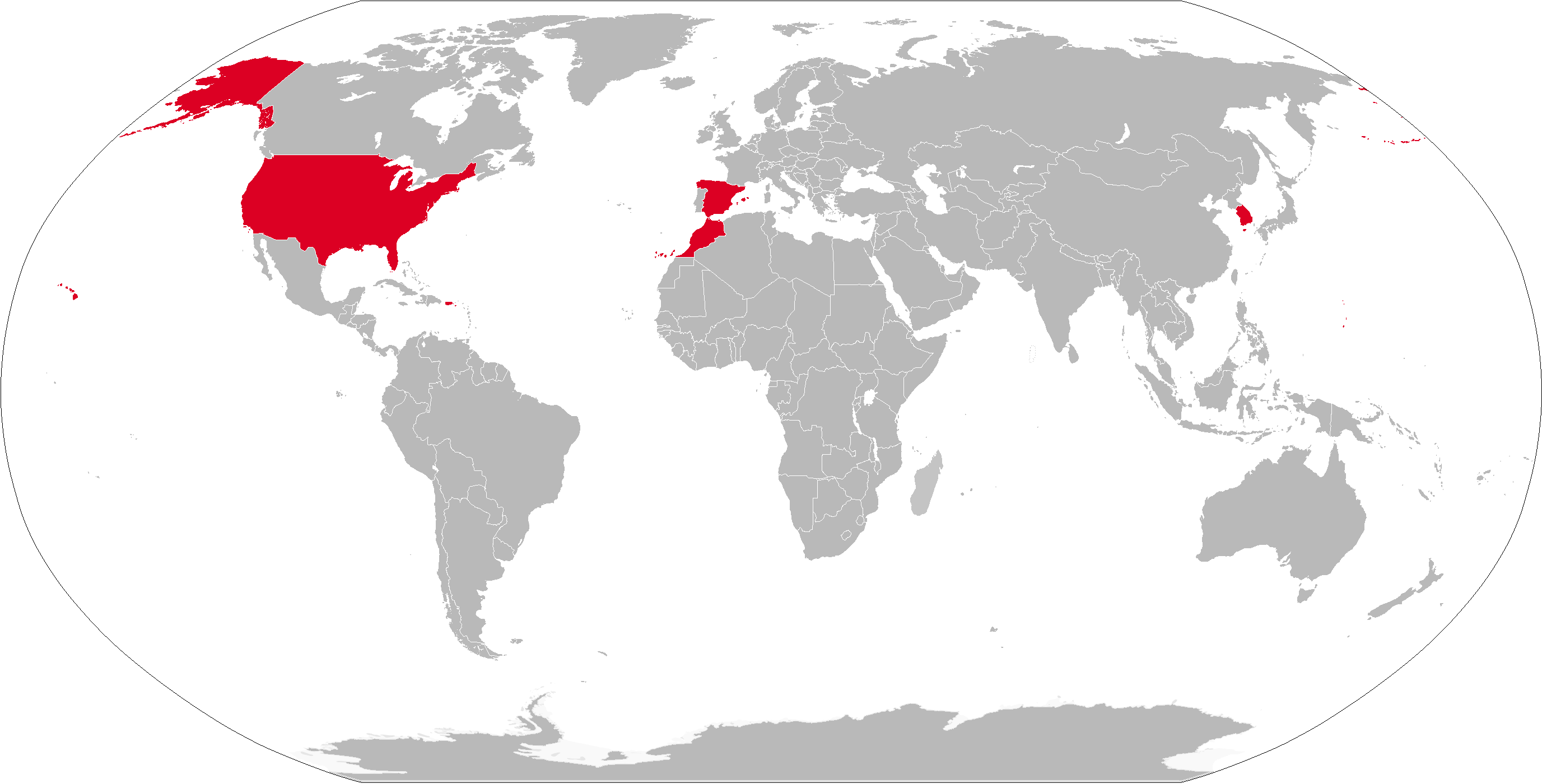
Mapa de los antiguos usuarios del M56 Scorpion.

- Alemania Federal: Evaluó un vehículo en 1960.[7]
- Corea del Sur: Los estadounidenses abandonaron 60 M56 Scorpion como material sobrante, pero nunca fueron empleados.[8]
- España: Compró 5 en 1965. Fueron empleados por el Tercio de Armada desde 1966 hasta 1970.[8]
- Estados Unidos
- Marruecos: Compró 87 entre 1966 y 1967.[8]

## Galería
| |
| Vista lateral del M56 Scorpion del Museo de las Fuerzas Armadas de Mississippi, mostrando las ruedas neumáticas y las orugas de caucho reforzado. |

| |
| Vista posterior del mismo M56 Scorpion, mostrando los cuatro asientos y los contenedores de munición. |

|                                                 |
| El M56 Scorpion del Museo de tanques de la AAF. |